# Colazza
Colazza – miejscowość i gmina we Włoszech, w regionie Piemont, w prowincji Novara.
Według danych na rok 2004 gminę zamieszkiwało 416 osób, 138,7 os./km².